# Jesús María Pereda
Jesús María Pereda Ruiz de Temiño, né le 15 juin 1938 à Medina de Pomar (Burgos) et mort le 27 septembre 2011 à Barcelone, est un footballeur espagnol. Plus connu sous le nom de Chus Pereda ou Txus Pereda, ce joueur d'origine basque joue au FC Barcelone durant les années 1960. 
Il est international espagnol et participe à l'Euro 1964 qu'il remporte en même temps qu'il s'adjuge que le titre de meilleur buteur. 
Il joue également dans six autres clubs, dont le Real Madrid ou le FC Séville. Après sa retraite sportive, il entraîne plusieurs équipes de jeunes ou encore l'équipe de Catalogne.

## Carrière

### En club
Né à Medina de Pomar province de Burgos, Pereda grandit à Balmaseda et devient le capitaine de l'équipe provincial des moins de seize ans. Il fait ses débuts seniors à SD Indautxu à Bilbao car l'Athletic Bilbao refuse de l'engager en raison de son lieu de naissance. Il décide ensuite de s'engager au Real Madrid. Là bas, il remporte la Liga en 1958 bien qu'il n'y dispute que deux matchs seulement. Il va ensuite au Real Valladolid pour une année où il remporte le Liga 2 avant de rejoindre le FC Séville deux saisons.
En 1961, il va au FC Barcelone; en huit saisons il y dispute 231 matchs pour 107 buts toutes compétitions, remportanat la Coupe d'Espagne à deux reprises en 1963 et 1968. Après cela il quitte le FC Barcelone pour le CE Sabadell puis termine sa carrière de joueur au RCD Mallorca.

### En sélection nationale
Pereda porte à quinze reprises le maillot ibérique pour y inscrire six buts entre 1960 et 1968. Durant cette période, il remporte l'Euro 1964 disputé en Espagne, inscrivant un but en demi-finale contre la Hongrie et un but en finale contre l'URSS. Avec ses deux buts il remporte le titre de meilleur buteur de la compétition.

## Palmarès
- Vainqueur du Championnat d'Europe des nations : 1964 (Espagne).
- Champion d'Espagne : 1958 (Real Madrid).
- Vainqueur de la Coupe d'Espagne : 1963 et 1968 (FC Barcelone).
- Champion d'Espagne de D2 : 1959 (Real Valladolid).
- Meilleur buteur du Championnat d'Europe 1964 avec deux buts.